# Réserve naturelle d'Eiao
La réserve naturelle d'Eiao est une réserve naturelle englobant l'ensemble de l'île d'Eiao dans le nord des îles Marquises. Succédant à une « aire de gestion des habitats ou des espèces » créée en 1971, la réserve naturelle a été déclarée en 1992, comme une première étape dans la préservation de tout ce qui reste de l'écosystème dévasté, qui a été presque entièrement détruit par le surpâturage par des chèvres, des moutons et des porcs sauvages . 
La réserve est le principal site de nidification de plusieurs espèces en voie de disparition, dont plusieurs sont endémiques, dont la rousserolle d'Eiao (Acrocephalus percernis aquilonis) et le monarque d'Eiao (Pomarea fluxa). 